# (1070) Tunica
(1070) Tunica és un asteroide pertanyent al cinturó exterior d'asteroides descobert per Karl Wilhelm Reinmuth l'1 de setembre de 1926 des de l'observatori de Heidelberg-Königstuhl, Alemanya. Va ser designat inicialment com 1926 RB. Posteriorment es va anomenar per la Datura metel, una planta de la família de les solanàcies, coneguda popularment com a túnica de Crist o trompeta del diable.
Tunica orbita a una distància mitjana del Sol de 3,231 ua, podent allunyar-se'n fins a 3,487 ua i acostar-s'hi fins a 2,975 ua. La seva inclinació orbital és 16,97° i l'excentricitat 0,07922. Triga a completar una òrbita al voltant del Sol 2122 dies.